# COLLEGE×SPORT GREEN GENERATION
『COLLEGE×SPORT GREEN GENERATION』（カレッジ×すぽると! グリーン・ジェネレーション）は、フジテレビで2013年2月2日から2015年3月21日まで月1回、深夜に放送されていたスポーツ情報番組。初の大学スポーツ専門番組であった。

## 概要
番組では大学スポーツにこだわり、現役大学生アスリートの活躍を紹介するほか、周辺人物にも着目し、徹底して「イマドキの大学スポーツ」を紹介していく。初回放送は2012年11月17日深夜。全国の大学スポーツの結果を伝える「カレッジスポーツトピックス」等のコーナーで構成するほか、アスリート、監督、コーチや大学OBの人物がコメンテーターやゲストとして出演する。
番組は基本的に関東ローカルでの放送だが、一部地域でも遅れネットで放送される場合がある。なお、初回パイロット版は北海道文化放送でも2012年11月23日深夜に放送された。

## 放送時間
- 初回パイロット版：2012年11月17日（土曜日）25:49 - 26:59
- レギュラー版：2013年2月2日 - 2015年3月21日、深夜60分枠（月1回）

## 主な出演者

### MC
- 生田竜聖（フジテレビアナウンサー）
- 宮澤智（フジテレビアナウンサー）

### リポーター
- 榎並大二郎（フジテレビアナウンサー）

### カレッジリポーター
フジテレビのアナウンス講座「アナトレ」を修了した現役大学生がリポーターを務める。
- 山下美佳[2]
- 所美季[2]
- 永見愛里[2]

### コメンテーター・ゲスト
主に監督、コーチ、大学教授、大学OBの人物がコメンテーターとして出演する他、アスリートも時折ゲスト出演する。

## テーマ曲
- FUNKY MONKEY BABYS

## 主なコーナー
- カレッジスポーツトピックス - ここ最近の全国の大学スポーツの結果を伝える。
- カレッジドキュメンタリー - 大学生アスリートに迫る人間ドキュメント。
- 大学新聞の注目選手紹介 - 大学新聞が一推しする注目選手を毎回1名紹介。
- 榎並大二郎のカレッジスポーツ体験記! - 榎並アナが、毎回1つの大学のスポーツ部に体験入部し、活動内容を取材する。
- カレスポ検定! - 大学スポーツに関するクイズを出題する。

上記以外にも、不定期で特別企画を放送する場合がある。

## 番組で紹介した大学スポーツ
- 初回スペシャル版（2012年11月17日）
  - 順天堂大学体操部
  - 慶應義塾大学ラクロス部（当時4年生のメンバーを紹介）
  - 早慶戦
  - 帯広畜産大学カーリング部
- 2013年2月2日
  - 帝京大学ラグビー部
  - 関西学院大学アメリカンフットボール部（当時4年生のメンバーを紹介）
  - 亜細亜大学セパタクロー部
- 2013年3月9日
  - 駒澤大学陸上競技部
  - 東海大学スキー部（当時1年生のメンバーを紹介）
  - 近畿大学洋弓部
- 2013年3月29日
  - 東京国際大学女子サッカー部（特別企画として放送）
  - 慶應義塾大学端艇部
- 2013年4月26日
  - 東京六大学野球、東都大学野球リーグ、神奈川大学野球リーグ、関西大学野球リーグ
  - 早稲田大学応援部
  - 山梨学院大学女子グランドホッケー部
  - 環太平洋大学女子柔道部

## スペシャル企画
- 特別企画〜夢舞台の先へ〜（2013年3月9日放送）

2012年ロンドンオリンピックに出場した山縣亮太、八木かなえに密着した。
- COLLEGE×SPORT AWARD 2012-2013（2013年3月29日放送）

年度末企画として、第1回放送より紹介した体育会を部門別に表彰。